# Michelhausen
Michelhausen est une commune autrichienne du district de Tulln en Basse-Autriche.